# شاكر العاص
شاكرالعاص (1904 - 1993) سياسي واكاديمي وبرلماني سوري، من قرية جباثا الزيت في محافظة القنيطرة. وهو عضو في حزب الشعب .

## ولادته وتحصيله
ولد شاكرالعاص (1904م) جباثا الزيت في محافظة القنيطرة. وتلقى تعليمه الابتدائي والثانوي في دمشق. أكمل دراساته العليا في الخارج، حيث تخصص في هندسة الزراعة في جامعة كرينيون بباريس. بعد ذلك، سافر إلى نيويورك ودرس الاقتصاد والمالية في جامعة كولومبيا، وحصل على درجة الماجستير عام 1936.

## عمله ووظائفه
عاد شاكر العاص إلى سوريا عام 1937، وعمل في شركة الكونسروة والصناعات الزراعية.انتُخب نائبًا عن منطقة القنيطرة عام 1949.وزيرًا للمالية في حكومة ناظم القدسي عام 1949.وزيرًا للاقتصاد الوطني والزراعة عام 1950.وزيرًا للمالية مرة أخرى من ر 1950 حتى اذار 1951.وزيرًا للاقتصاد الوطني ووكالة الزراعة في حكومة حسن الحكيم عام 1951.وزيرًا للخارجية في حكومة معروف الدواليبي عام 1951، وهي الحكومة التي أُطيح بها بانقلاب أديب الشيشكلي.شغل منصب رئيس مجلس الإنماء العربي عام 1956.

## وفاته
تُوفي في مدينة الإسكندرية بمصر عام 1993.